# Prethopalpus kropfi
Espèce
Prethopalpus kropfi est une espèce d'araignées aranéomorphes de la famille des Oonopidae.

## Distribution
Cette espèce est endémique de Malaisie. Elle se rencontre au Sarawak, au Sabah et au Kedah.

## Description
Le mâle holotype mesure 1,18 mm et la femelle paratype 1,29 mm.

## Étymologie
Cette espèce est nommée en l'honneur de Christian Kropf.

## Publication originale
- Baehr, Harvey, Burger & Thoma, 2012 : The new Australasian goblin spider genus Prethopalpus (Araneae, Oonopidae). Bulletin of the American Museum of Natural History, no 369, p. 1-113 (texte intégral).